# Bosjökloster
Bosjökloster est un château situé au bord du lac Ringsjön dans la municipalité de Höör, en Scanie, en Suède.

## Histoire
A l'origine le site est un couvent fondé en 1080 par l'ordre bénédictin. Le document conservé le plus ancien mentionnant l'abbaye de Bosjö est rédigé par le pape Lucius III en 1181, lorsqu'il confirme ses privilèges. L'abbaye est transformée en château au XVIe siècle et il ne reste que des parties du bâtiment d'origine. Pendant la Réforme danoise au XVIe siècle, le couvent est fermé et le domaine devient propriété de la couronne danoise. Il est ensuite donné à Torbern Bille, ancien archevêque du diocèse de Lund, à condition qu'il prenne soin des religieuses restantes. En 1560, le roi Frédéric II du Danemark donne le domaine à la noble Thale Ulfstand. Ses initiales et l'année 1569 sont gravées sur les grandes portes en chêne de l'entrée et sont encore visibles.
Le château passe à la famille Beck par mariage en 1629, mais lorsque Jochum Beck (1602-1682) perd la fortune familiale, il est vendu à Corfitz Ulfeldt (1606-1664) pour rembourser ses dettes. Ulfeldt est un aristocrate danois célèbre pour avoir changé de camp. Lorsqu'il s'est présenté aux négociations de paix lors du traité de Roskilde pour négocier au nom de la Suède, il a été reconnu coupable de trahison par un tribunal danois. Peu de temps après, il a été également reconnu coupable de trahison par un tribunal suédois et contraint à l'exil. Son épouse Leonora Christina (1621-1698), fille du roi Christian IV, est capturée à sa place par les autorités danoises et emprisonnée dans la Tour Bleue de Copenhague pendant 22 ans,,.
Le château de Bosjökloster conservé par l'État suédois, tombe ensuite en ruine. Après un procès en 1735, il est restitué à la famille Beck, qui le rénove. Ils le vendent en 1908 au comte Philip Bonde, dont la famille le possède toujours (2024).
Le compositeur Hilding Rosenberg (1892-1985) est né dans la maison du jardinier juste au sud du clocher de l'église.